# Mercury Point
Der Mercury Point ist eine felsige Landspitze an der Fallières-Küste des Grahamlands auf der Antarktische Halbinsel. Sie stellt den südwestlichen Ausläufer des Mercury Ridge am Kopfende der Square Bay dar und liegt direkt gegenüber von Centre Island.
Das Advisory Committee on Antarctic Names benannte sie 2016 in Anlehnung an die 2014 durch das UK Antarctic Place-Names Committee Benennung des gleichnamigen Gebirgskamms. Dessen Namensgeber ist der „Götterbote“ Merkur, der im Emblem des Royal Corps of Signals abgebildet ist.